# Mosquer barbat
El mosquer barbat (Myiobius barbatus) és una espècie d'ocell de la família dels titírids (Tityridae). Es troba al nord i a l'est d'Amèrica del Sud. El seu hàbitat són els boscos tropicals i subtropicals de frondoses humits de les terres baixes, així com els cursos d'aigua. El seu estat de conservació es considera de risc mínim.